# J-2 Polonez
J-2 Polonez – amatorski samolot ultralekki konstrukcji Jarosława Janowskiego. Z powodów proceduralnych zarejestrowany jako motoszybowiec.

## Historia
Jarosław Janowski ok. 1977 roku, na bazie J-1 Prząśniczka, opracował swój drugi projekt. W założeniach miała to być prosta konstrukcja, możliwa do wykonania przy użyciu podstawowych narzędzi stolarskich i ślusarskich. Przy opracowaniu rysunków projektowych pomagał konstruktorowi Andrzej Wiśniewski z Instytutu Lotnictwa. W założeniach prace przy konstrukcji Poloneza wymagały 800 godzin pracy wykwalifikowanego stolarza.
Model konstrukcji był badany w tunelu aerodynamicznym Politechniki Warszawskiej. Konstruktor opublikował plany samolotu w Polsce oraz poza granicami kraju. Ok. 200 egzemplarzy dokumentacji samolotu zostało zakupionych przez osoby zainteresowane jego skonstruowaniem. W Polsce pierwszy egzemplarz zbudował Józef Leniec ze Szczecinka, który oblatał go 22 sierpnia 1977 roku. 
W 1988 roku budowę J-2 rozpoczął Józef Fiuk, który wprowadził kilka modyfikacji do pierwotnego projektu. Poprawiona została ergonomia kabiny, dodana została stalowa kratownica kadłuba do której zostało zamontowane dwukołowe podwozie. Wzmocniono wręgi kadłuba co usunęło drgania kadłuba wywoływane pracą silnika.

## Konstrukcja
Jednomiejscowy wolnonośny średniopłat z silnikiem ze śmigłem pchającym.
Kadłub o konstrukcji podłużnicowej, całkowicie drewnianej, przekładkowej. Pokrycie wykonane ze sklejki, wypełnienie ze styropianu. Kabina pilota zakryta. Tablica przyrządów wyposażona w prędkościomierz, wariometr, chyłomierz poprzeczny, wysokościomierz i wskaźnik temperatury głowic silnika. Pilot miał też do dyspozycji busolę. Przyrządy sterownicze składały się z pedałów i drążka na którym znajdowała się dźwignia hamulców.
Płat dwudzielny o obrysie prostokątnym, jednodźwigarowy, kryty sklejką i płótnem, wyposażony w lotki. Napęd lotek mieszany linkowo-popychaczowy
Usterzenie w układzie T. Statecznik pionowy o obrysie ukośnym stanowił integralną część kadłuba, usterzenie wysokości płytowe. Konstrukcja drewniana, pokrycie stateczników wykonane z drewna, sterów z płótna. Napęd steru kierunku linkami, steru wysokości mieszany linkowo-popychaczowy.
Podwozie stałe, pierwotnie jednotorowe, amortyzowane stalowym resorem. W kolejnych egzemplarzach zastosowano podwozie trzypunktowe z kółkiem ogonowym. Kółko ogonowe sprzężone ze sterem kierunku w celu ułatwienia manewrowania na ziemi.
Silnik umieszczony za kabiną pilota ze stałym, drewnianym śmigłem pchającym o średnicy 1,06 m. Osadzony na łożu stalowym przymocowanym do wręgi piątej. Znane konstrukcje zbudowane w Polsce były wyposażone w zmodyfikowany silnik od samochodu Trabant o mocy 22 kW (30 KM) lub Walter Mikron III.

## Malowanie
Cała konstrukcja pomalowana na biało, z czerwonymi pasami na bokach kadłuba, usterzeniu pionowym i górnej powierzchni skrzydeł. Po obu tronach kadłuba znajdował się napis J-2 POLONEZ, za kabiną pilota Experimental.